# Parlamentswahl in Usbekistan 2014/15

Verteilung der Sitze nach der Wahl:
Liberaldemokratische Partei Usbekistans: 52
Milliy Tiklanish: 36
Volksdemokratische Partei Usbekistans: 27
Adolat: 20
Ökologische Bewegung Usbekistans: 15

Die Parlamentswahl in Usbekistan 2014/15 wurde am 21. Dezember 2014 mit einer Stichwahl am 4. Januar 2015 abgehalten. Gewählt wurden die Abgeordneten im Oliy Majlis, dem Unterhaus des usbekischen Parlaments.

## Wahlsystem
Das Wahlsystem blieb im Vergleich zu der vorangegangenen Parlamentswahl in Usbekistan 2009/10 weitestgehend unverändert. 135 der insgesamt 150 Mandate wurden durch eine Mehrheitswahl in landesweit 135 Wahlbezirken vergeben. Dabei benötigten die Kandidaten eine absolute Mehrheit, um in das usbekische Parlament einzuziehen. Gelang dies in einem Wahlbezirk keinem der Kandidaten, wurde zwei Wochen nach dem ersten Wahlgang eine Stichwahl zwischen den beiden erfolgreichsten Kandidaten des ersten Wahlgangs abgehalten. Für die Gültigkeit der Wahl war eine Wahlbeteiligung von mindestens 33 % vorgeschrieben. Die Nominierung der Kandidaten ging von den vier registrierten Parteien des Landes aus, wobei eine Frauenquote von 30 % gesetzlich vorgeschrieben war. Für die Registrierung waren außerdem die Unterschriften von 40.000 wahlberechtigten Bürgern nötig. Die Registrierung der Kandidaten und die Organisation der Wahl wurden maßgeblich von der Zentralen Wahlkommission durchgeführt, die zum Zeitpunkt der Wahl aus 15 Männern und drei Frauen bestand, die von beiden Kammern des Parlaments eingesetzt wurden. Neben den 135 gewählten Abgeordneten wurden 15 Abgeordnete auf dem Parteitag der Ökologischen Bewegung Usbekistans bestimmt. Für diese Bewegung waren 15 Sitze im Parlament reserviert, die mit Abgeordneten aus den 14 Regionen des Landes sowie aus dem Zentralrat der Bewegung besetzt wurden. Die Möglichkeit zur Wahl bestand in landesweit 9035 Wahllokalen und in 44 diplomatischen Vertretungen Usbekistans im Ausland.

## Kandidaten und Parteien
Die politische Landschaft Usbekistans war weiterhin geprägt von einem harten Kurs der Regierung um Langzeitpräsident Islom Karimov gegen jegliche Art von Opposition. Oppositionellen Parteien wurde die Registrierung verwehrt, sodass sie nicht berechtigt waren, an der Parlamentswahl teilzunehmen und Kandidaten zu nominieren. Daher standen bei der Parlamentswahl nur die Kandidaten der vier registrierten politischen Parteien zur Wahl. Diese waren alle loyal gegenüber dem Präsidenten und lobten dessen Politik, setzten aber unterschiedliche Akzente in einzelnen Politikfeldern. Folgende vier Parteien traten zur Wahl an:
- Liberaldemokratische Partei, die Partei des Präsidenten Karimov mit einem politischen Schwerpunkt auf die wirtschaftliche Entwicklung des Landes
- Milliy Tiklanish, nationalkonservative Partei, die sich für den Erhalt usbekischer Tradition, Sprache und Kultur einsetzte
- Volksdemokratische Partei Usbekistans, die ehemalige Regierungspartei gilt als konservativ, setzte sich für die Entwicklung einer Sozialen Marktwirtschaft ein
- Adolat, die sozialdemokratische Partei in Usbekistan

Alle vier Parteien nominierten in jedem der 135 Wahlbezirke einen Kandidaten, sodass sich ein Kandidatenfeld von insgesamt 540 Bewerbern ergab. Fünf Kandidaten brachen ihre Kandidatur vor dem Wahltag ab, der Frauenanteil lag bei 31,8 % und damit über der gesetzlich vorgeschriebenen Quote von mindestens 30 %.

## Wahlkampf
Ein Wahlkampf fand im Vorfeld der Wahl durchaus statt, war aber durch den Mangel an politischem Pluralismus gekennzeichnet. Auf Grund der Regimetreue aller registrierten Parteien und der Einschränkung von Grundrechten wie der Meinungsfreiheit und der Versammlungsfreiheit kam es vor der Wahl nicht zu einer kontrovers geführten, politischen Debatte. Die wichtigsten Mittel des Wahlkampfs waren Wahlplakate, Wahlwerbespots im Fernsehen, Anzeigen in den Zeitungen des Landes sowie kleinere Veranstaltungen zur Vorstellung der Kandidaten. Auch das Internet spielte eine immer größere Rolle für die politische Meinungsbildung. Themen des Wahlkampfs waren insbesondere die wirtschaftliche Entwicklung und die soziale Sicherheit in Usbekistan. Im Laufe des Wahlkampfs konnte eine Intensivierung der Bemühungen aller Parteien in den Tagen unmittelbar vor der Wahl festgestellt werden. Die Finanzierung des Wahlkampfs beruhte auf der Chancengleichheit aller registrierten Kandidaten und Parteien. Alle Parteien und Kandidaten erhielten staatliche Gelder für den Wahlkampf, diese Zahlungen wurden im Vergleich zu vorherigen Wahlen sogar deutlich erhöht. Ein Aufstockung des Wahlkampfbudgets durch Spenden oder Ausgaben der Kandidaten selbst war grundsätzlich gestattet, allerdings mussten alle zusätzlichen finanziellen Mittel an die Zentrale Wahlkommission gemeldet werden, die diese unter allen Kandidaten des betroffenen Wahlbezirks aufteilte. Diese Möglichkeit der Wahlkampffinanzierung wurde vor der Parlamentswahl 2014/15 von keinem Kandidaten genutzt.

## Ergebnis

Logo der Liberaldemokratischen Partei

In 113 der 135 Wahlbezirke gelang es einem der Kandidaten, bereits im ersten Wahlgang die nötige absolute Mehrheit zu gewinnen. In den übrigen 22 Wahlbezirken wurde eine Stichwahl am 4. Januar 2015 abgehalten. Die Wahlbeteiligung wurde für den ersten Wahlgang mit 88,94 % und für den zweiten Wahlgang mit 76,93 % angegeben. Abschließend ergab sich folgende Verteilung der Mandate im Unterhaus:
| Partei                                | Mandate | Veränderung zu 2009/10 |
| ------------------------------------- | ------- | ---------------------- |
| Liberaldemokratische Partei           | 52      | −1                     |
| Milliy Tiklanish                      | 36      | +5                     |
| Volksdemokratische Partei Usbekistans | 27      | −5                     |
| Adolat                                | 20      | +1                     |
| Ökologische Bewegung                  | 15      | 0                      |
| gesamt                                | 150     | 0                      |

Insgesamt brachte die Parlamentswahl 2014/15 keine bedeutenden politischen Veränderungen mit sich. Die Liberaldemokratische Partei blieb trotz des Verlusts eines Mandats im Vergleich zur vorherigen Parlamentswahl die stärkste Fraktion. Ein anhaltender Trend war der Aufstieg der Partei Milliy Tiklanish, die erneut zu den Wahlsiegern gehörte.

## Bewertung
Die Wahl wurde von nationalen und internationalen Beobachtern begleitet. Auf nationaler Ebene registrierte die Zentrale Wahlkommission 35.000 Beobachter der registrierten Parteien, die für eine flächendeckende Beobachtung des Wahlgeschehens sorgten. Von internationaler Seite waren insgesamt 270 Beobachter im Land, entsandt unter anderem von der Organisation für Sicherheit und Zusammenarbeit in Europa und der Gemeinschaft Unabhängiger Staaten. Das Fazit der Beobachtungsmission der OSZE glich jenem nach der Parlamentswahl 2009/10. Die Wahl wurde als weder frei noch fair bezeichnet. Kritisiert wurden unter anderem die Einschränkung von Grundrechten, die Unterdrückung der Opposition, die mangelnde Beteiligung von Minderheiten und die Reservierung von Mandaten für die Ökologische Bewegung.